# 命わずか
命 わずか（いのち わずか）は、日本の漫画家。女性。石川県出身。主に成人向け漫画を執筆している。
『comicピコラ』2000年5月号に「サービス」でデビュー。初単行本発売から6年余りで15作もの単行本を出しており、ショタ、ふたなりものなど極めてマニアックな作品を多数発表している。同人サークル「HONEY QP」主宰。
ペンネームの由来は『ウッチャンナンチャンのやるならやらねば!』の「殉職刑事」に登場する「命わずか」というキャラクターから。

## 作品リスト

### 単行本
1. 『伝説のちん娘を探せ!』 （2006年3月24日[2] モエールパブリッシング〈ももまんじるし〉 ISBN 4-903028-58-5）
2. 『淫乳天国』 （2006年9月 オークス〈XO comics〉 ISBN 4-86105-383-8）
3. 『ふたなりっ娘♥みるきー♥LOVE』 （2007年3月 桃園書房〈桃園コミックス〉 ISBN 978-4-80784-382-4）
4. 『濃厚みるくセイキ』 （2007年4月 ジーウォーク〈ムーグコミックス〉 ISBN 978-4-90319-927-6）
5. 『生えてるお姉さんは好きですか?』 （2008年1月 エンジェル出版〈エンジェルコミックス〉 ISBN 978-4-90319-927-6）
6. 『すぽ魂!』 （2008年2月 オークス〈XOコミックス〉 ISBN 978-4-86105-517-1）
7. 『すぽ魂!2』 （2009年3月 オークス〈XOコミックス〉 ISBN 978-4-86105-724-3）
8. 『理想の女の子』 （2009年6月 ジーウォーク〈ムーグコミックス〉 ISBN 978-4-86297-082-4）
9. 『僕がお姉さまの雌奴隷になるとき』 （2009年6月 モエールオンライン〈シーズコミック〉 ISBN 978-4-86177-023-4）
10. 『女竿師』 （2009年9月 エンジェル出版〈エンジェルコミックス〉 ISBN 978-4-87306-327-0）
11. 『坪井産婦人科医院物語 快楽出産のススメ』 （2010年8月 オークス〈XO comics〉 ISBN 978-4-86105-997-1）
12. 『射精圏内』 （2011年3月 エンジェル出版〈エンジェルコミックス〉 ISBN 978-4-87306-378-2）
13. 『偽りの彼女 ～彼女は淫らに嘘を囁く～』 （2011年5月25日[3] メディアックス〈MDコミックスNEO〉 ISBN 978-4-86201-211-1）
14. 『ちんドル☆マスター』 （2012年1月 オークス〈XO comics〉 ISBN 978-4-79900-234-6）
15. 『秘密のバスツアー ～僕のバスガイド日誌～』 （2012年1月 一水社〈いずみコミックス〉 ISBN 978-4-86416-103-9）
16. 『私立！ふたなり学園生徒会』 （2013年3月 オークス〈XO comics〉 ISBN 978-4-79900-423-4）
17. 『おいしいボクらはいかが？』 （2013年5月19日[4] メディアックス〈MDコミックスNEO〉 ISBN 978-4-86201-244-9）
18. 『嬲ラレ彼女』 （2014年4月 オークス〈XO comics〉 ISBN 978-4-79900-585-9）
19. 『女体化専科』 （2015年8月27日[5] メディアックス〈MDコミックスNEO〉 ISBN 978-4-86201-518-1）
20. 『ボク孕みます！』 （2016年4月28日[6] リイド社〈SPコミックス クリベロンコミックス〉 ISBN 978-4-84584-858-4）
21. 『ふたなりお姉ちゃんはぼくらのオモチャ』 （2016年10月 海王社〈海王社コミックス〉 ISBN 978-4-79640-932-2）
22. 『白濁娼年♥』 （2017年7月27日[7] メディアックス〈MDコミックスNEO〉 ISBN 978-4-86201-849-6）
23. 『女体化トランス』 （2018年2月22日[8] リイド社〈SPコミックス クリベロンコミックス〉 ISBN 978-4-84585-280-2）
24. 『オカズな男の娘♥』 （2018年9月20日[9] メディアックス〈MDコミックスNEO〉 ISBN 978-4-86674-540-4）
25. 『愛欲ラッキーホール』 （2019年4月25日[10] 秋水社〈DAITO COMICS BLシリーズ〉 ISBN 978-4-86495-283-5）
26. 『ふたなりお姉ちゃんはぼくらのオモチャ』 （2019年9月 楽楽出版〈RK COMICS CYBERIA SERIES〉 ISBN 978-4-86704-885-6）

### 単行本未収録作品
- COMICプルメロ（若生出版）
  - すきすき♥うさみみおっぱい（2007年6月号）
  - おっぱいシェイカー（2007年7月号）
  - 江戸っ子お祭り娘松子（2007年8月号）
  - 僕の彼女は意地悪です（2007年9月号）
  - ドキドキ株主総会（2007年11月号）
  - 店長におまかせ♥（2007年12月号）
  - アイドル痩身レポート♥（2008年1月号）
  - ミルキーナースにご協力ください!!（2008年3月号）
  - 伝説のギャンブラー（2008年5月号）
  - ドキドキ☆ネイルマスター（2008年6月号）
  - ATMから愛を込めて♥（2008年7月号）
  - MO牧場バイト募集中!（2008年9月号）
  - いけ!S2グランプリ（2008年11月号）
  - セレブと貧乏女（2009年5月号）
- アンソロジー（キルタイムコミュニケーション）
  - 乳乳ガールが助けてあげる（爆乳幻想 2006年3月）
  - 妖精さんのおとなの条件（爆乳幻想2 2006年9月）
  - 王子のお世話はお任せください!（ファンタジーハーレム 2006年12月）
  - 悪魔の児（戦女神ヴァルキリー アンソロジーコミック2007年3月）
- アンソロジー（メディアックス）
  - Mushroom hillback（禁断×純愛×男の子 2010年10月）
  - おんなのこの授業（男の娘×男の子 2010年12月）
  - 美味しい僕らはいかが?（SUGAR MILK BOYS 2011年2月）
  - 僕らの彼女達（征服×制服×男の娘 2011年5月）
  - 子竜と王子（魔法×少年×男の娘 2011年7月）
  - はじめてのアイスダンス（スク水×ブルマ×オトコのコ 2011年9月）
  - 嫁取り秘話（オトコのコHEAVEN 2011年12月）
  - 兄弟のおしごと!（オトコのコHEAVEN2 2012年2月）